# The Annoying Orange
The Annoying Orange (översatt på svenska: Den irriterande apelsinen), är en amerikansk komediwebbserie skapad av Dane Boedigheimer. De första avsnitten i serien laddades upp på YouTube den 9 oktober 2009 av Dane Boedigheimer under användarnamnet Daneboe. Den 11 januari 2010 skapade Boedigheimer en ny youtubekanal som hette The Annoying Orange och har sedan dess fortsatt med att publicera avsnitten där istället.[källa behövs] Kanalen The Annoying Orange hade över 11,4 miljoner prenumeranter den 25 september 2022.

## Handling
Serien handlar om en människoliknande apelsin som heter The Annoying Orange (ofta bara kallad för Orange) som ofta irriterar andra människoliknande frukter genom att berätta dåliga skämt och leka med deras namn. Avsnitten brukar oftast avslutas med att en kökskniv dödar offren. Orange försöker dock alltid varna dem för kniven genom att säga "Knife!" men offren hinner aldrig rymma.

## Figurer i serien
- Orange: Orange är en människoliknande apelsin, och huvudpersonen i serien. Han brukar ofta irritera andra människoliknande frukter, även om det inte är med avsikt. Orange brukar oftast stå på en köksbänk tillsammans med sin kompis Pear. Varje gång man nämner att han är irriterande svarar han alltid "Nej! Det är jag inte, jag är en apelsin". Till skillnad från vad andra frukter tror har Orange ingen kontroll över om han är irriterande eller inte.

- Pear: Pear är ett päron som oftast brukar stå på samma köksbänk som Orange. Han är vän med Orange men kan ändå bli irriterad på honom.

- Passion Fruit: Passion Fruit (ofta bara kallad för Passion) är en passionsfrukt som Orange är förälskad i, Orange och Grapefruit brukar oftast bråka om vem som ska få henne. Passion Fruit har en tvillingsyster som heter Mandy som är förälskad i Pear.

- Midget Apple: Midget Apple är ett litet rött Red Delicious-äpple. Han tycker inte om att bli kallad för Midget Apple utan föredrar att bli kallad för Little Apple istället.

- Marshmallow: Marshmallow är en liten och barnslig marshmallow med väldigt ljus röst. Marshmallow är oftast glad och lycklig och hävdar att han älskar hundvalpar, enhörningar, kaniner, moln, kattungar och regnbågar. På grund av Marshmallows ljusa röst vet människor inte exakt vilket kön Marshmallow är.

- Grapefruit: Grapefruit är en grapefrukt och är Oranges ärkefiende eftersom de brukar bråka med varandra. Grapefruit brukade vara fiende till alla frukter i köket men är mer som en vän i de nyare avsnitten.

### Övriga figurer
- Grandpa Lemon: Grandpa Lemon är en gammal citron med dålig hörsel, dåligt minne och kan somna när som helst.

- Knife: Knife är en kökskniv som ofta brukar döda andra frukter.

- Liam the Leprechaun: Liam the Leprechaun är en pyssling. Han dyker upp i avsnittet "Luck o' the Irish" den 12 mars 2010 som en vresig magisk pyssling som förlorar sin kittel med guld till Orange. Han krossas av sin egen kittel med guld i slutet av avsnittet men har kommit tillbaka i senare avsnitt. Liam the Leprechaun har också en egen youtubekanal.

## Rollista
| Figur         | Skådespelare      |
| ------------- | ----------------- |
| Orange        | Dane Boedigheimer |
| Pear          | Dane Boedigheimer |
| Midget Apple  | Dane Boedigheimer |
| Marshmallow   | Dane Boedigheimer |
| Passion Fruit | Justine Ezarik    |
| Grapefruit    | Robert Jennings   |